# Charles Collet-Charmoy
Charles Jean Alexandre Collet-Charmoy est un homme politique français né le 23 janvier 1756 à Joigny (Yonne) et décédé le 8 mai 1837.
Avocat sous l'Ancien Régime, il est juge au tribunal d'Auxerre sous la Révolution, puis membre du directoire de l'Yonne. Il est élu député de l'Yonne au Conseil des Cinq-Cents le 25 germinal an VII, et entre au Corps législatif après le coup d'État du 18 Brumaire. Il y siège jusqu'en 1802.

## Sources
- « Charles Collet-Charmoy », dans Adolphe Robert et Gaston Cougny, Dictionnaire des parlementaires français, Edgar Bourloton, 1889-1891 [détail de l’édition]